# Comuna Oleksandrivka, Prîazovske
Oleksandrivka (în ucraineană Олександрівка) este o comună în raionul Prîazovske, regiunea Zaporijjea, Ucraina, formată din satele Necikîne și Oleksandrivka (reședința).

## Demografie
Componența lingvistică a comunei Oleksandrivka
     Ucraineană (88,53%)
     Rusă (9,81%)
     Alte limbi (0,19%)
Conform recensământului din 2001, majoritatea populației comunei Oleksandrivka era vorbitoare de ucraineană (88,53%), existând în minoritate și vorbitori de rusă (9,81%) și armeană (1,48%).